# The Germans to the Front!
The Germans to the front! (deutsch Die Deutschen an die Front! oder Die Deutschen nach vorn!) ist der Titel eines großformatigen Gemäldes von Carl Röchling aus dem Jahr 1902. Der vollständige Titel lautet:
Admiral Seymour gibt bei dem Rückzuge auf Tientsin den Befehl: „The Germans to the front!“
Das dem Realismus zuzuordnende Gemälde ist im Querformat 180 cm × 370 cm in der Maltechnik Öl auf Leinwand ausgeführt. Die Signatur des Malers befindet sich unten rechts. Das Bild stellt eine von einer Begebenheit während des Boxeraufstandes in China inspirierte Szene dar. Es war in der deutschen Kaiserzeit Teil der Gemäldesammlung des Berliner Stadtschlosses und gilt seit dem Ende des Zweiten Weltkriegs als verschollen.
Das Bild kann als Ikone des Militarismus in der späteren Kaiserzeit des Deutschen Reiches gelten.

## Beschreibung und Wertung

### Historischer Hintergrund
In Reaktion auf die Attacken der nationalistischen sogenannten Boxerbewegung gegen Ausländer und chinesische Christen besetzte ab dem 10. Juni 1900 ein über 2100 Mann starkes internationales Expeditionskorps unter dem Befehl des britischen Admirals Sir Edward Hobart Seymour zunächst die nordchinesische Hafenstadt Tianjin.
Das hierfür bereitgestellte Kontingent war von einer Allianz der sogenannten Vereinigten acht Staaten aus Verbänden aus Italien, USA, Frankreich, Österreich-Ungarn, Japan, dem Deutschen Reich, dem Vereinigten Königreich und Russland gebildet worden. Das deutsche Kontingent bestand dabei im Wesentlichen aus Schiffsbesatzungen der Kaiserlichen Marine.
Im Zuge des Einsatzes gegen die Boxer rückte das Korps in das Landesinnere vor, auch um dem von den Aufständischen ebenfalls bedrohten und belagerten ausländischen Gesandtschaftsviertel in Peking zu Hilfe zu kommen.
Beim Vormarsch zu den Taku-Forts kam es ab dem 21. Juni zu heftigen Kämpfen und die verbündeten Kolonialmächte mussten sich am 22. Juni vor dem anhaltenden Druck der Boxer schließlich in Richtung Tianjin zurückziehen. Im Umfeld der Kämpfe und des Rückzugs kam es an diesem Tag nahe der 22. Juni 1900 in der Nähe des Hisku-Forts zu der Szene, die Röchling als Inspiration diente.
Briten und Amerikaner hatten während der Aktion zunächst die Spitze gebildet, nun sollten gemäß des Befehls Seymours die Deutschen, die vorher mit den Russen in der Mitte marschiert waren, die Führung übernehmen, wobei es zu dem namensgebenden Ausspruch Seymours gegenüber dem Kommandeur des deutschen Kontingents Guido von Usedom gekommen sein soll.

#### Weitere Ereignisse
In der Folge musste sich Seymour am 26. Juni geschlagen geben und zog sich nach Tianjin zurück. Die sechs europäischen Staaten sowie die USA und Japan stellten kurz darauf ein weiteres Kontingent für eine Intervention in China zusammen. Diesem Verband gelang schließlich der Vormarsch bis Peking und die Niederschlagung des Aufstandes, nicht zuletzt auch, um eigene Wirtschaftsinteressen und Handelsstützpunkte zu sichern. Nach dem Erfolg der Invasion und speziell auf deutscher Seite nach dem Bekanntwerden der Ermordung des deutschen Botschafters Ketteler in Peking am 20. Juni durch die Boxer entwickelte sich die spätere Phase zu einer Strafexpedition.

### Bildbeschreibung
Im Bild ist die Szene so dargestellt, dass die handelnden Personen dicht beieinander stehen, Seymour – links im Bild in blauer Marineuniform – also augenscheinlich seinen Befehl mündlich an Usedom – unterhalb der Flagge dargestellt – richtete. Allerdings ist dieser Ablauf der Szene nicht durch weitere Beobachter bezeugt.
Als wahrscheinlicher kann gelten, dass der Befehl mittels eines Boten an Usedom übermittelt wurde, da sich Seymour nicht unmittelbar beim deutschen Kontingent befunden hat.
Auch weitere Details des Bildes zeigen eine idealisierte Darstellung. So hat Röchling die Szene in die frühen Morgenstunden verlegt, während das tatsächliche Ereignis nachts stattgefunden hatte. Am linken Bildrand sind britische Marineangehörige zu sehen, offenbar in angelegten Stellungen und erschöpft von den Kämpfen. Rechts im Bild sind amerikanische Marinesoldaten dargestellt, die der vorrückenden deutschen Truppe zujubeln. Die deutschen Soldaten selbst sind in weißen (Land-)Marineuniformen dargestellt, obwohl nach einem zeitgenössischen Bericht wohl eher die dunkelblauen (Bord-)Uniformen getragen wurden. Röchling nutzt den helleren Farbton aber offenbar zur Hervorhebung, zumal die Uniformen trotz des mittlerweile zwei Wochen andauernden Einsatzes keinerlei Verschmutzung oder Abnutzung zeigen. Weiterhin ist die deutsche Reichskriegsflagge als Kriegsflagge der Streitkräfte und insbesondere der Marine des Deutschen Reiches an prominenter Stelle oberhalb der Horizontlinie zu sehen.
Im Hintergrund zeugen Rauschwaden und brennende Gebäude von der Schwere der Kämpfe.

### Bewertung der Darstellung und Rezeption
Das Bild in seiner Gesamtdarstellung vermittelt den Eindruck einer für den Betrachter arrangierten Szene einer dynamischen Angriffsbewegung unter deutscher Führung und nicht den eines Rückzugsgefechts.
Thomas Weißbrich attestiert Röchling in seinem Artikel eine Glorifizierung des Einsatzes der deutschen Marine und unterstellt, Röchling wollte den teilweisen Misserfolg der gesamten Unternehmung mit seiner Darstellung überspielen. Auch weitere Quellen sehen die Darstellung als glorifizierend für die Rolle des deutschen Militärs und propagandistisch, als ob die Verbündeten nur mit deutscher Hilfe eine kritische Situation hätten überstehen können.
Entsprechend wurde der Ausspruch des britischen Admirals Seymour, eigentlich ein nicht ungewöhnlicher Befehl, als Auszeichnung und Versinnbildlichung des deutschen Führungsanspruchs verstanden.
In der auch von Militarismus und Nationalismus geprägten späteren Kaiserzeit des deutschen Reiches in der Regierungszeit Willhelm II. fand das Bild – vor allem auch beim Kaiser selbst – offenbar großen Anklang. Weißbrich und Maas vermuten hinter Röchlings Arbeit sogar einen Auftrag Wilhelms II.
Das Bild wurde in der Folge vielfältig reproduziert und fand etwa als Wandschmuck für öffentliche Gebäude und im privaten Bereich Verwendung. Die Besatzungen der kaiserlichen Marine erhielten als Geschenk zu Weihnachten einen Kunstdruck des Gemäldes.

## Provenienz
Das Bild wurde zuerst auf der Großen Berliner Kunstausstellung von Mai bis Oktober 1903 der Öffentlichkeit präsentiert und hing an prominenter Stelle am Beginn der Ausstellung. Später wurde es in das Berliner Stadtschloss verbracht.
Nach dem Ersten Weltkrieg war das Gemälde in Berlin verblieben. Bekannt ist, dass Wilhelm II. eine Reproduktion mit in sein Exil in das Haus Doorn mitnahm, wo sie bis heute ausgestellt ist. Das Originalbild gilt seit dem Ende des Zweiten Weltkriegs als verschollen.
Das Deutsche Historische Museum Berlin sowie das Kieler Stadt- und Schifffahrtsmuseum haben jeweils Drucke des Bildes in ihrem Inventar.